# 沙家酒館
《沙家酒館》（英語：Sullivan & Son）是一部美國電視情境喜劇，由Rob Long與Steve Byrne建立，並於美國TBS電視台播映。由Byrne飾演史蒂夫‧沙(Steve Sullivan)，他決定辭去原先在紐約銀行的律師工作，接手位在匹兹堡的家傳酒吧，這讓他父母大感驚訝。本劇集由Vince Vaughn，Peter Billingsley以及 Long 擔任執行製作，Long同時兼任製作總指揮。本劇於2012年7月19日首映。

## 劇情大意
史蒂夫‧沙，一位紐約的銀行律師，回到匹茲堡的祖傳酒吧，去慶祝他父親傑克‧沙的生日。這時他父母決定要將酒吧出售，而史蒂夫決定買下酒吧，接手祖傳的酒吧事業，因此故事就在酒吧，史蒂夫與常客和家人之間展開。

## 角色
- Steve Byrne 飾演史蒂夫‧沙(Steve Sullivan)，本劇集的主角，一位愛爾蘭裔美國人與韓裔美國人的小孩，原先是律師，辭去工作接手從祖父傳下來超過五十年的酒吧事業。
- Dan Lauria 飾演 傑克‧沙(Jack Sullivan)，史蒂夫的父親，愛爾蘭裔美國人，以前是水手，在韓國駐軍，因此認識史蒂夫的母親。
- Jodi Long 飾演 智慧‧沙(Ok Cha Sullivan)，史蒂夫的母親，韓國人，在韓國的酒吧工作，因為傑克搭訕，最後兩人結婚搬到匹茲堡。
- Owen Benjamin 飾演 歐文‧瓦希(Owen Walsh)，史蒂夫從小一起長大的朋友，有點笨拙並且老是沒有工作。[2]
- Brian Doyle-Murray 飾演 亨利‧漢克‧墨菲(Henry Hank Murphy)，一般通稱漢克，酒吧常客，一位年紀比傑克還大的白人老先生，工作是在機場管理飛機起降，有種族歧視，經常抱怨各式種族的人。[2]
- Christine Ebersole 飾演 卡蘿‧瓦希(Carol Walsh)，酒吧常客，歐文的母親，有點放蕩，經常開黃腔。基本上她也不知道歐文的父親是誰。[2]
- Vivian Bang 飾演 蘇珊‧沙(Susan Sullivan)，史蒂夫的妹妹，對史蒂夫有點敵意，可能是母親重男輕女的關係。[2]
- Valerie Azlynn 飾演 梅拉妮‧蘇(Melanie Sutton)，酒吧常客，史蒂夫的高中同學，現在擔任緊急醫療技術員，史蒂夫依然暗戀她。[2]
- Roy Wood, Jr. 飾演 洛伊‧威廉(Roy.Williams)，酒吧常客，黑人，也是跟史蒂夫從小一起長大的朋友。
- Ahmed Ahmed 飾演 哈門‧納薩(Ahmed Nassar)，酒吧常客，阿拉伯裔，現在是一名拖吊車駕駛，也是跟史蒂夫從小一起長大的朋友。

### 配角
- Brian Scolaro 飾演道格 Doug，酒吧常客，體型很胖。
- Jesus Trejo 飾演 哈維爾(Javier)，酒吧常客。
- Joshua David Gray 飾演 神父派瑞(Father Perry)，酒吧常客，不知為何神父經常來酒吧。
- Billy Gardell 飾演 萊爾‧溫克(Lyle Winkler)。
- John Michael Higgins 飾演 蓋瑞(Gary)
- 郑肯 飾演 傑森(Jason)，蘇珊的醫生老公。
- 昆瑙·納亞爾 飾演 桑傑/尼爾(Sanjay/Neal)，一位愛搭訕女性的印度男子，曾經與梅拉妮約過會，不過史蒂夫發現他是愛情騙子，便阻止了。

## 分集介紹
| 季數 | 季數 | 集數 | Originally aired | Originally aired | DVD發行日期 | DVD發行日期 | DVD發行日期 |
| 季數 | 季數 | 集數 | 首映             | 最終回           | 第1區       | 第2區       | 第4區       |
| ---- | ---- | ---- | ---------------- | ---------------- | ----------- | ----------- | ----------- |
|      | 1    | 10   | 2012年7月19日    | 2012年9月13日    | 不適用      | 不適用      | 不適用      |
|      | 2    | 10   | 2013年6月13日    | 2013年8月22日    | 不適用      | 不適用      | 不適用      |
|      | 3    | 13   | 2014年6月24日    | 2014年9月9日     | TBA         | TBA         | TBA         |

## 製作過程
「沙家酒館」於2011年9月30日由TBS電視台預定製作試播集。Steve Byrne與Rob Long編寫試播集，並由Byrne主演。在十月的時候，增加Valerie Azlynn、Jodi Long、Vivian Bang、Owen Benjamin與Dan Lauria至劇組。本劇是在現場觀眾面前錄製。
TBS電視台製播本劇是由於要跟宅男行不行對打。在2012年前一齣劇Men at Work收視不佳之後，TBS選擇本劇做為新的系列播出。在2012年2月10日，TBS電視台預定本劇十集並決定在2012年夏季播出。在2012年秋季，TBS電視台宣布續訂第二季十集，並於2013年6月13日首播。2013年8月20日，TBS宣布續訂本劇第三季共13集，大約於2014年中播出。

## 評論
「沙家酒館」得到了不同的意見，在Metacritic中獲得47分(滿分100)。

## 外部連結
- 官方网站
- 互联网电影数据库（IMDb）上《沙家酒館》的资料（英文）
- Sullivan and Son: Behind The Bar （页面存档备份，存于） 本劇的官方Podcasting。由本劇的編劇Caleb Bacon擔任編輯。